# Josef-Delz-Preis
Der Josef Delz-Preis ist ein Preis des Schweizerischen Altphilologenverbandes zur Förderung des Lateins an den Schulen. Die Latinistik an der Universität Basel schreibt seit dem Schuljahr 2006/2007 zum Gedenken an Josef Delz (1922–2005) einen Preis zur Anerkennung herausragender Leistungen im Fach Latein aus.
Das Ziel des Josef-Delz-Preises ist es, Schüler für ihr Studium und ihre bemühte Arbeit an Themen der lateinischen Sprache und Literatur auszuzeichnen, die sie bei der Matur oder der Matur gleichzuhaltenden Arbeiten erbringen. In erster Linie will der Preis schriftliche Arbeiten, die aus dem Lateinunterricht hervorgehen und sich auf die lateinische Sprache, die römische Literatur, die römische Geschichte, die Philosophie und auf die Rezeption der römischen Literatur beziehen, würdigen. Aber auch Arbeiten, die sich mit mittel- und neulateinischen Texten der Region oder der Schweiz befassen, sollen prämiert werden.
Maturaarbeiten, aber auch schriftliche Arbeiten, die von Gymnasiasten ausserhalb der Matur verfasst werden und einen ersten Schritt hin zu selbständigem wissenschaftlichem Arbeiten aufweisen, können eingereicht werden.